# Amtsgericht Erwitte
Das Amtsgericht Erwitte war von 1879 bis 1969 ein Amtsgericht mit Sitz in Erwitte.

## Geschichte
In Erwitte bestand von 1849 bis 1879 die Gerichtskommission Erwitte des Kreisgerichts Lippstadt. Im Rahmen der Reichsjustizgesetze wurden 1879 reichsweit einheitlich Oberlandes-, Land- und Amtsgerichte gebildet. Das königlich preußische Amtsgericht Erwitte wurde mit Wirkung zum 1. Oktober 1879 als eines von 17 Amtsgerichten im Bezirk des Landgerichtes Paderborn im Bezirk des Oberlandesgericht Hamm gebildet. Der Sitz des Gerichts war die Stadt Erwitte. Sein Gerichtsbezirk umfasste aus dem Kreis Lippstadt aus dem Amt Anröchte die Gemeindebezirke Altengeseke, Altenmellrich, Anröchte, Berge, Berenbrock, Clieve, Mellrich, Robringhausen, Schallern, Schmerlecke, Seringhausen, Uelde und Waltringhausen sowie aus dem Amt Erwitte die Gemeindebezirke Erwitte und Völlinghausen. Am Gericht bestand 1880 eine Richterstelle. Das Amtsgericht war damit ein kleines Amtsgericht im Landgerichtsbezirk.
Mit dem Ersten Gesetz zur Änderung der Organisation der ordentlichen Gerichtsbarkeit vom 24. Juni 1969 wurde das Amtsgericht Erwitte mit Ablauf des 30. Juni 1969 aufgehoben.